# Буш (Илиноис)
Буш (енгл. Bush) град је у америчкој савезној држави Илиноис.

## Демографија
По попису из 2010. године број становника је 275, што је 18 (7,0%) становника више него 2000. године.
| Група             | 2000.       | 2010.       |
| Белци             | 254 (98,8%) | 264 (96,0%) |
| Афроамериканци    | 0 (0,0%)    | 8 (2,9%)    |
| Азијати           | 1 (0,4%)    | 0 (0,0%)    |
| Хиспаноамериканци | 0 (0,0%)    | 0 (0,0%)    |
| Укупно            | 257         | 275         |